# Hugo II van Frankrijk
Hugo (II) Magnus van Frankrijk (1007-1025) was de oudste zoon van Robert II de Vrome en Constance van Arles.
In navolging van zijn vader (Hugo Capet) stelde Robert II zijn oudste zoon Hugo aan als medekoning, maar deze stierf vóór zijn vader.
Hugo Magnus werd op 9/19 juni 1017 tot koning van Frankrijk gekroond, en heerste naast zijn vader. Toen hij ouder werd, rebelleerde hij echter. Hugo stierf in 1025, 18 jaar oud, bij Compiègne tijdens voorbereidingen van een opstand tegen zijn vader, mogelijk door een val van zijn paard.
Constance van Arles, koningin van Frankrijk door haar huwelijk met Robert II, schonk aan de abdij van Compiègne een aanzienlijk gebied bij Verberie ten behoeve van haar zoon, begraven in de kerk van de abdij van Saint-Corneille.